# Julio Cárdenas Sánchez
Julio Cárdenas Sánchez (Saposoa, 10 de julio de 1958) es un economista y político peruano. Fue presidente del Gobierno Regional de San Martín entre 2005 y 2006.
Nació en Saposoa, Perú, el 10 de julio de 1958, hijo de Óscar Cárdenas Panduro y Neria Sánchez de Cárdenas. Cursó sus estudios primarios y secundarios en su ciudad natal. Entre 1980 y 1984 cursó estudios superiores de economía en la Universidad San Martín de Porres.
Su primera participación política se dio en las elecciones regionales del 2002 en las que fue elegido vicepresidente del Gobierno Regional de San Martín junto con Max Ramírez García que fue elegido presidente. Ramírez fue vacado de ese cargo en marzo del 2005 por lo que Cárdenas tuvo que asumir la presidencia regional hasta el final del periodo.  Tentó su elección como presidente regional en las elecciones regionales del 2006 y elecciones regionales del 2014 sin éxito. En las elecciones generales del 2016 tentó su elección al congreso sin éxito. al igual que en las elecciones parlamentarias del 2020.